# 词法分析
词法分析（英語：lexical analysis）是计算机科学中将字符序列转换为记号（token，也有译为标记或词元）序列的过程。进行词法分析的程序或者函数叫作词法分析器（lexical analyzer，简称lexer），也叫扫描器（scanner）。词法分析器一般以函数的形式存在，供语法分析器调用。

## 记号
这里的记号是一个字串，是构成源代码的最小单位。从输入字符流中生成记号的过程叫作记号化（tokenization），在这个过程中，词法分析器还会对记号进行分类。
词法分析器通常不会关心记号之间的关系（属于语法分析的范畴），举例来说：词法分析器能够将括号识别为记号，但并不保证括号是否匹配。
针对如下C语言表达式：
```
sum
=
3
+
2
;

```

将其记号化后可以得到下表内容：
| 语素 | 记号类型   |
| ---- | ---------- |
| sum  | 标识符     |
| =    | 赋值操作符 |
| 3    | 数字       |
| +    | 加法操作符 |
| 2    | 数字       |
| ;    | 语句结束   |

记号经常使用正则表达式进行定义，像lex一类的词法分析器生成器就支持使用正则表达式。语法分析器读取输入字符流、从中识别出语素、最后生成不同类型的记号。其间一旦发现无效记号，便会报错。

## 扫描器
词法分析的第一阶段即扫描器，通常基于有限状态自动机。扫描器能够识别其所能处理的记号中可能包含的所有字符序列（单个这样的字符序列即前面所说的“语素”）。例如“整数”记号可以包含所有数字字符序列。很多情况下，根据第一个非空白字符便可以推导出该记号的类型，于是便可逐个处理之后的字符，直到出现不属于该类型记号字符集中的字符（即最长一致原则）。

## 记号生成器
记号化（tokenization）即将输入字符串分割为记号、进而将记号进行分类的过程。生成的记号随后便被用来进行语法分析。
例如对于如下字符串：

The quick brown fox jumps over the lazy dog

计算机并不知道这是以空格分隔的九个英语单词，只知道这是普通的43个字符构成的字符串。可以通过一定的方法（这里即使用空格作为分隔符）将语素（这里即英语单词）从输入字符串中分割出来。分割后的结果用XML可以表示如下：
```
<sentence>

  
<word>
The
</word>

  
<word>
quick
</word>

  
<word>
brown
</word>

  
<word>
fox
</word>

  
<word>
jumps
</word>

  
<word>
over
</word>

  
<word>
the
</word>

  
<word>
lazy
</word>

  
<word>
dog
</word>

</sentence>

```

然而，语素只是一类字符构成的字符串（字符序列），要构建记号，语法分析器需要第二阶段的评估器（Evaluator）。评估器根据语素中的字符序列生成一个“值”，这个“值”和语素的类型便构成了可以送入语法分析器的记号。一些诸如括号的语素并没有“值”，评估器函数便可以什么都不返回。整数、标识符、字符串的评估器则要复杂的多。评估器有时会抑制语素，被抑制的语素（例如空白语素和注释语素）随后不会被送入语法分析器。
例如对于某程序设计语言的源程序片段：
net_worth_future = (assets - liabilities);
在进行语法分析后可能生成以下单词流（空格被抑制）：
```
NAME "net_worth_future" 
EQUALS 
OPEN_PARENTHESIS 
NAME "assets" 
MINUS 
NAME "liabilities" 
CLOSE_PARENTHESIS 
SEMICOLON
```

尽管在某些情况下需要手工编写词法分析器，一般情况下词法分析器都用自动化工具生成。

## 关联项目
- 语法分析器
- lex
- flex詞法分析器